# Materia oscura fría
La materia oscura fría o CDM (del inglés Cold Dark Matter) es uno de los tipos de materia oscura propuesto a principios de los años 1980 para explicar la formación de estructura cósmica en el modelo del Big Bang. El término "fría" es para indicar que la velocidad de sus partículas es mucho menor que la velocidad de la luz, en contraposición a la materia oscura caliente cuyas hipotéticas partículas viajarían a velocidades relativistas. Partiendo de una cierta distribución para las fluctuaciones primordiales iniciales, la manera en que estas se amplifican y crecen, depende de las características de la materia que constituía la "sopa" de partículas primordial.
Los modelos que solo consideraban la materia bariónica, no predecían correctamente la estructura observada, además que ya se sabía que la cantidad de materia bariónica era muy baja. En modelos con materia oscura caliente, formada por partículas moviéndose a altas velocidades (de ahí lo de "caliente"), las fluctuaciones en escalas pequeñas eran "sobrepasadas" por el movimiento de las partículas calientes. En ese caso las primeras estructuras en formarse serían de dimensiones de supercúmulos, los panqueques de Zeldovich, los que después se fragmentarían, dando origen a una formación de estructura "de arriba abajo" (top-down).
Con materia oscura fría, en cambio, las fluctuaciones en pequeñas escalas no son sobrepasadas, y la materia colapsa empezando por pequeñas escalas (menores que galaxias), y ordenándose en escalas cada vez mayores, en una formación "de abajo arriba" (bottom-up). Según este modelo, en la época actual, la materia aún está colapsando en las escalas de cúmulos. Durante más de una década la materia oscura fría fue la favorita, y las simulaciones computacionales la favorecían.
Sin embargo, en los últimos años del siglo XX, a medida que las simulaciones computacionales se hacían más detalladas, la materia oscura fría comenzó a tener problemas para explicar la estructura a escalas subgalácticas. Hoy todavía se trabaja en busca de mayor información de la aún desconocida materia oscura.